# Franz Wüllner (Philologe)

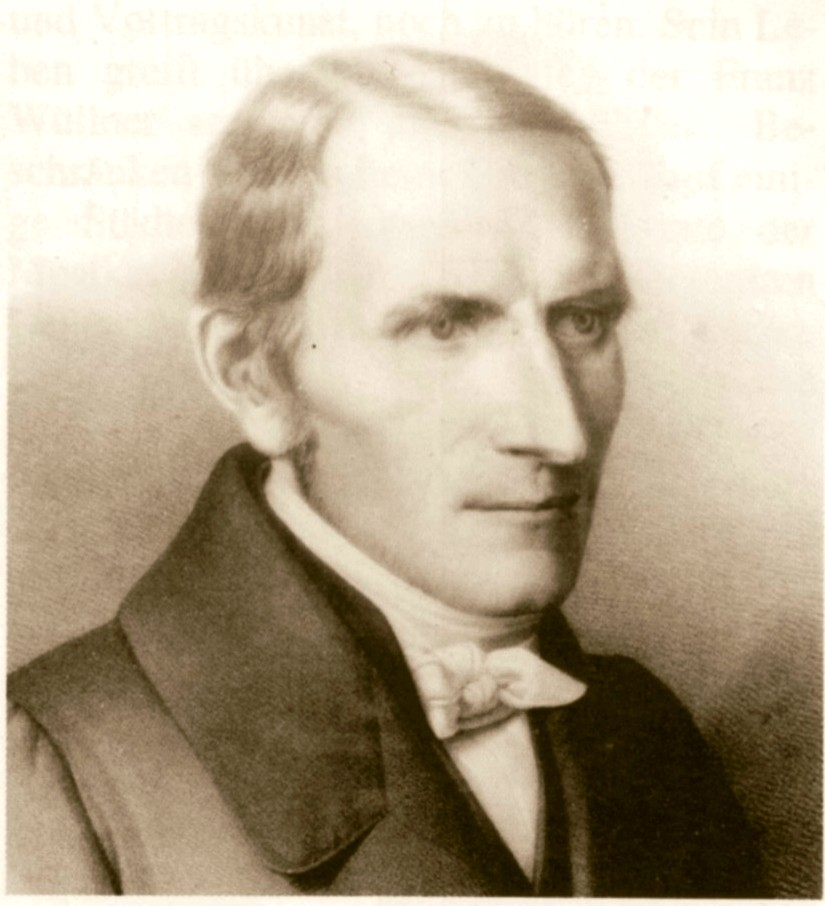
Franz Wüllner

Franz Wüllner (* 27. November 1798 in Sallinghausen bei Eslohe; † 22. Juni 1842 in Düsseldorf) war ein deutscher klassischer Philologe, vergleichender Sprachforscher und Gymnasialdirektor.

## Leben
Wüllner war nachgeborener Sohn einer Bauernfamilie. Seine Eltern waren Johannes Wüllner (* 1756; † 3. April 1815) und Maria Margaretha Nurk (* 20. Oktober 1756; † 15. Juni 1817). Die Volksschule musste er bereits mit 12 Jahren beenden. Sein Drang nach höherer Bildung führte zur Absolvierung der Normalschule von Friedrich Adolf Sauer mit dem Ziel, Lehrer zu werden. Als Lehrer unterrichtete er in Hellefeld und Isingheim. Als er in Eslohe nicht die erhoffte Lehrerstelle erhielt, beschloss Wüllner, seine Ausbildung fortzusetzen. Er trat mit 18 Jahren in Arnsberg in das Gymnasium Laurentianum ein. Obwohl er in der untersten Klasse anfangen musste, legte er bereits nach vier Jahren sein Abitur ab und begann ein Universitätsstudium der klassischen Philologie. Finanziell unterstützt wurde der inzwischen Elternlose durch eine Verwandte, die früher Prämonstratenserin im Kloster Rumbeck gewesen war und nach der Säkularisation eine Rente bezog. Er studierte in Bonn und Berlin.
Nach dem Abschluss des Studiums trat er in den höheren Schuldienst ein. Zunächst lehrte er am Gymnasium Laurentianum, ehe er zum Gymnasium Paulinum nach Münster wechselte. Dort hat er auch promoviert. Im Jahr 1829 wurde er Direktor des Gymnasiums Petrinum in Recklinghausen und im Jahr 1832 Direktor des Königlichen Gymnasiums in Düsseldorf.

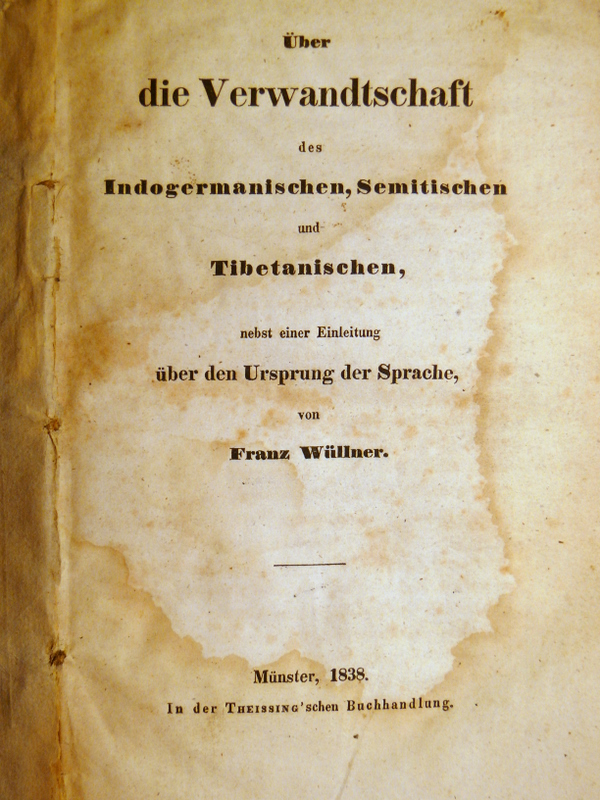
Titelblatt der Originalausgabe von: Über die Verwandtschaft des Indogermanischen, Semitischen und Tibetanischen…Münster 1838

Wüllner verfasste verschiedene Schriften zur klassischen Philologie und der vergleichenden Sprachforschung. Er vertrat die These, dass die Sprache aus Lauten der Empfindung hervorgegangen sei und letztlich alle Sprachen miteinander verwandt und aus einer Ursprache hervorgegangen seien. Einige seiner Arbeiten fanden Anerkennung von bedeutenden Kollegen wie Jacob Grimm. Einige seiner Texte wurden durch Heinrich Bone in das Deutsche Lesebuch für höhere Lehranstalten übernommen und waren noch in der 67. Auflage von 1912 enthalten.
Am 25. Mai 1830 heiratete er in Münster die 19-jährige Josephina Winkelmann aus Münster. Seine Söhne waren der gleichnamige Dirigent und Komponist Franz Wüllner (1832–1902) sowie der Physiker Adolf Wüllner (1835–1908), sein Enkel der Sänger, Schauspieler und Rezitator Ludwig Wüllner (1858–1938).

## Schriften (Auswahl)
- De cyclo epico poetisque cyclis. Münster, 1825
- Die Bedeutung der sprachlichen Casus und Modi. 1827 (und Ergänzungsblätter zur Jenaischen Allgemeinen Literatur-Zeitung, 1829)
- Über Ursprung und Urbedeutung der sprachlichen Form. 1831
- Über die Verwandtschaft des Indogermanischen, Semitischen und Tibetanischen, nebst einer Einleitung über den Ursprung der Sprache. Münster 1838. In der Theissing'schen Buchhandlung